# IC 2589
IC 2589 — галактика типу Sbc (компактна витягнута спіральна галактика) у сузір'ї Гідра.
Цей об'єкт міститься в оригінальній редакції індексного каталогу.